# Uwe Viehmann
Uwe Viehmann (* 27. März 1973 in Limburg an der Lahn) ist ein deutscher Musikjournalist, Musiker, Werber und Berater.

## Leben
Viehmann spielte in diversen Bands. Mit Cosmic Debris nahm er ein Album für Bad Moon Records, dem Label der Boxhamsters, auf. Er ging Mitte der Neunziger nach Köln und fing nach eigenen Angaben als „Briefmarkenkleber“ beim Spex-Verlag an. Nach einigen Artikeln für das Blatt wurde er 1997 Redakteur. Als die Spex im Januar 2000 vom Verlag Piranha Media aus München übernommen wurde und unter anderem der alte Chefredakteur Dietmar Dath ging, wurde er Chefredakteur. Unter seiner Leitung gewann das Blatt diverse Preise wie den ADC Award und den Lead Award für u. a. bestes „Musik- und Lifestyle-Magazin“ in den Jahren 2004, 2005 und 2006. Ende 2006 widersetzte er sich, zusammen mit allen Kollegen, den Plänen des Verlags, den Redaktionsstandort nach Berlin zu verlegen. Nach langen Konflikten zwischen Verlag und Mitarbeitern wurde das Blatt in Berlin von einer komplett neuen Redaktion übernommen.
Von Mai 2007 bis September 2009 arbeitete Viehmann als Head of Editorial für die Online-Entertainment und Rich Media Publishing Plattform Hobnox in Berlin. Danach war er freiberuflich für diverse Projekte vor allem in den Bereichen Musik, (Web)TV und Social Media tätig. Von Januar 2012 bis August 2017 arbeitete er als Kreativdirektor bei der Kreuzberger Design- und Digitalagentur Henkelhiedl. Aktuell arbeitet er nach eigenen Angaben freiberuflich in den Bereichen Kreativdirektion, digitale Strategieberatung und Markenbildung; Transformation, Konzeption und Redaktion.